# Alfred de Foville
Alfred de Foville, född 26 december 1842 i Paris, död där 14 maj 1913, var en fransk statistiker och nationalekonom. Han var son till Achille Louis Foville.
Foville genomgick École polytechnique och anställdes därefter vid franska finansministeriets statistiska byrå, vars föreståndare han var 1887-93. Han var 1893-1900 chef för myntverket. Han var därjämte från 1882 professor i industriell ekonomi och statistik vid Conservatoire des arts et métiers och från 1900 knuten till École des sciences politiques och som första konsult till Cour des comptes.
Foville tillhörde som ekonom den ortodoxa liberala riktningen, som såg sin store föregångsman i Frédéric Bastiat. Han var 1885 en av grundarna av International Statistical Institute och från 1896 ledamot av Académie des sciences morales et politiques och från 1909 dess ständige sekreterare. Utöver nedanstående skifter utgav han en populär och innehållsrik statistisk handbok, La France économique (två band, 1887-89) och redigerade från 1877 i många år månadsskriften "Bulletin de statistique et de législation comparée".